# Carlos Camejo
Carlos Camejo (Montevideo, Uruguay, 6 de junio de 1973) es un exfutbolista uruguayo. Jugaba de volante defensivo, de destacada participación en el Club Nacional de Football, donde llevaba la camiseta №5.

## Trayectoria
De humilde origen, surgió en el Club Social y Deportivo Los Zorzales, jugando en La Liga Regional del Este, luego pasó por el Villa Española donde debutó en 1995 en la "C". En tan solo dos años sus grandes actuaciones, y las de sus compañeros, llevaron al equipo a Primera División. Pero Camejo llegó a debutar en Primera en Nacional: Hugo de León, quien era el nuevo DT de Nacional lo vio en un amistoso jugando para la "Selección de la B" y lo contrató. En 1998, a la edad de 24 años, Camejo llegó a Nacional, y se mantendría jugando en el club de Los Céspedes hasta el año 2003, convirtiéndose en uno de los ídolos de la hinchada tricolor.

### Era post-Nacional
En el año 2003 el DT por ese entonces en Nacional era Daniel Carreño, quien no lo tomaría más en cuenta. Se fue a jugar a Huracán de Parque Patricios, donde disputó 9 partidos. Retornó a mediados del 2004 a Nacional pero sin actuación. Durante el 2004 no jugó profesionalmente y se dedicó a atender un negocio de frutas y verduras. La noche previa a un clásico, un grupo de hinchas de Peñarol quemó el quincho que había construido para ampliar el establecimiento. El golpe fue duro para las finanzas del negocio.
Retornó a la actividad futbolística en 2005 para jugar en Deportivo Colonia. A comienzos de 2006 fichó con Basáñez para disputar la segunda división del fútbol uruguayo. A mediados de año pasó a La Luz, también de la segunda categoría, donde jugaría solo por el resto del 2007, para luego retirarse.
En la actualidad trabaja de chófer.

## Clubes
| Club               | País      | Año       |
| ------------------ | --------- | --------- |
| Villa Española     | Uruguay   | 1996-1998 |
| Nacional           | Uruguay   | 1998-2003 |
| Huracán            | Argentina | 2003      |
| Nacional           | Uruguay   | 2003-2004 |
| Uruguay Montevideo | Uruguay   | 2004-2005 |
| Deportivo Colonia  | Uruguay   | 2005-2006 |
| Basáñez            | Uruguay   | 2006-2007 |
| La Luz             | Uruguay   | 2007-2009 |